# Zbigniew Klimowski
Zbigniew Klimowski (* 18. Januar 1967 in Nowy Targ) ist ein ehemaliger polnischer Skispringer und heutiger Skisprungtrainer.

## Werdegang
Klimowski startete für WKS Legia Zakopane. Für diesen Sportverein gewann er 1984 gemeinsam mit Jan Kowal, Jarosław Mądry und Mirosław Pytel mit dem Meistertitel im Team seine erste nationale Medaille.
Am 30. Dezember 1985 gab Klimowski sein Debüt im Skisprung-Weltcup beim Auftaktspringen zur Vierschanzentournee 1985/86 in Oberstdorf. In den ersten drei Jahren landete Klimowski immer auf hinteren Plätzen, teilweise sogar jenseits des 100. Platzes. Erst am 20. März 1988 konnte er in Oslo am Holmenkollen mit dem 15. Platz seinen ersten und letzten Weltcup-Punkt gewinnen. Mit diesem Punkt belegte er am Ende der Saison den 74. Platz in der Weltcup-Gesamtwertung.
Bei den Olympischen Winterspielen 1992 in Albertville sprang Klimowski auf der Großschanze auf den 49. Platz.
Nach den Olympischen Spielen startete Klimowski im Welt- und im Continental Cup, konnte jedoch in beiden Serien keine Platzierungen in den Punkterängen erzielen und beendete daraufhin nach Abschluss der Saison 1991/92 seine aktive Skisprungkarriere.
Klimowski gehört mit insgesamt neun Meistertiteln bei den Polnischen Meisterschaften zu den erfolgreichsten Athleten in Polen. Jedoch konnte er nur 1992 in Zakopane die Meisterschaft im Einzel holen, als er von der Średnia Krokiew mit großem Vorsprung vor Jan Kowal und Robert Zygmuntowicz gewinnen konnte. 
Klimowski arbeitet momentan für den Polnischen Skiverband und war dort unter anderem Assistenztrainer des ehemaligen polnischen Cheftrainers Stefan Horngacher.

## Erfolge

### Europacup-Siege im Einzel
| Nr. | Datum            | Ort       | Typ         |
| --- | ---------------- | --------- | ----------- |
| 1.  | 26. Februar 1988 | Willingen | Großschanze |

## Statistik

### Weltcup-Platzierungen
| Saison  | Platz | Punkte |
| ------- | ----- | ------ |
| 1987/88 | 74.   | 01     |

### Europacup-Platzierungen
| Saison  | Platz | Punkte |
| ------- | ----- | ------ |
| 1987/88 | 12.   | 62     |
| 1990/91 | 94.   | 01     |
| 1991/92 | 51.   | 15     |